# Plateau (arrondissement)
Pour les articles homonymes, voir Plateau.
Plateau est l'un des huit arrondissements de la commune de Savè dans le département des Collines au centre du Bénin.

## Géographie
L'arrondissement de Plateau est situé au centre du Bénin et compte 4 villages. Il s'agit de : 
- Kpabayi
- Depots
- Save-nouveau
- Zohoungo.

## Démographie
Selon le recensement de la population de 2013 conduit par l'Institut national de la statistique et de l'analyse économique (INSAE), Plateau compte 13543 habitants  .